# Dôle (wijn)

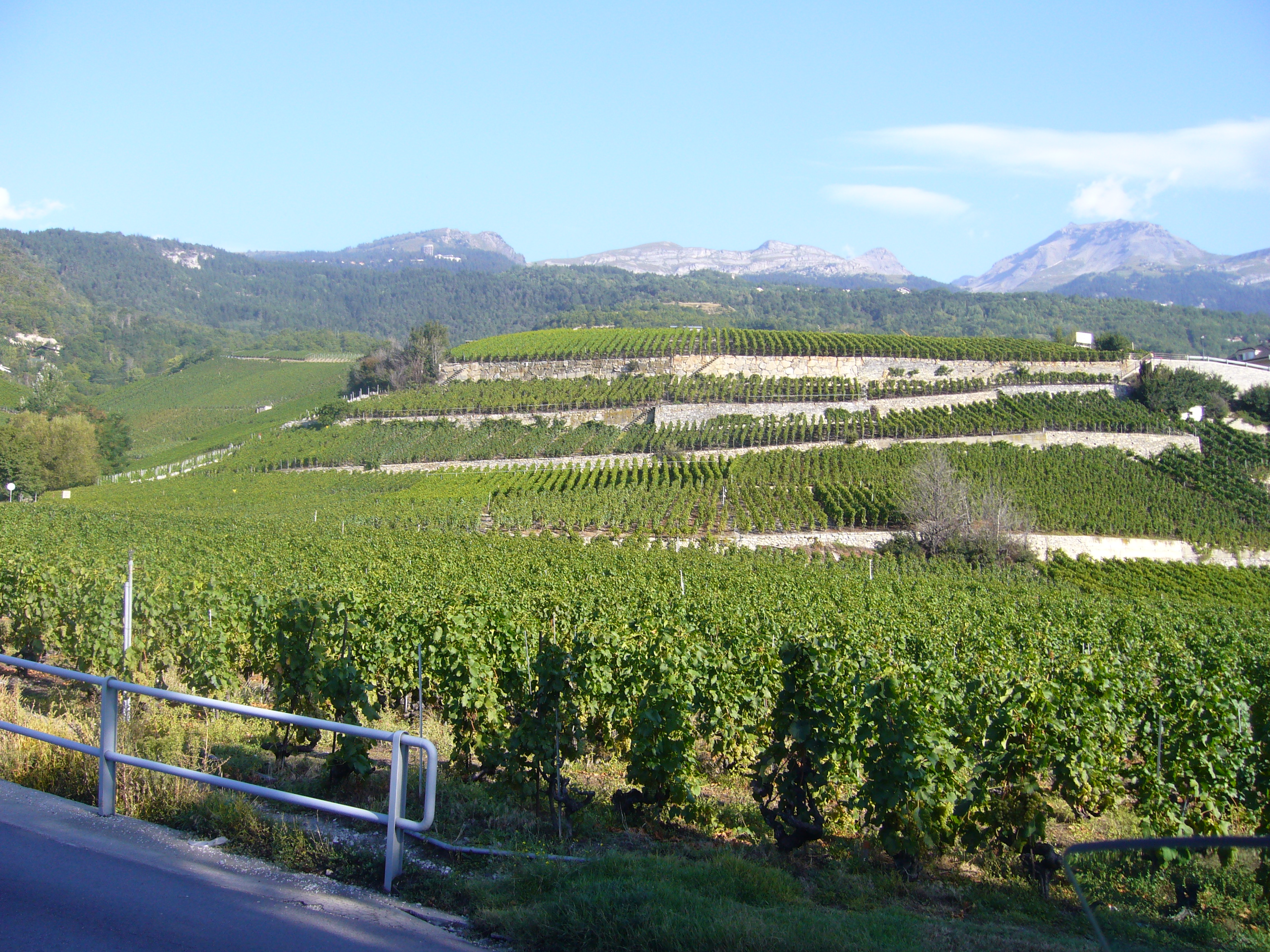
Wijngaard in Wallis

Dôle is een rode wijn (AOC) uit Wallis in Zwitserland.
De Dôle is een van Zwitserlands bekendste wijnen. Het gaat hier niet om één cépage, de Dôle is een cuvée van twee cépages, de Pinot noir en de Gamay. Het temperament en bouqet neigen naar dat van de Gamay; het is derhalve een zeer robuuste wijn. De kleur bevat purperen tinten.

## Samenstelling
De Dôle is vooral afkomstig van de Pinot noir en de Gamay, (minstens 85%) met in die verhouding een meerderheid voor de Pinot noir. De overige 15% kunnen afkomstig zijn van elke willekeurige cépage die in Wallis is toegestaan.
Er bestaan ook Dôles van de tweede categorie; deze worden vaak verkocht als Goron. Deze wijn moet ook afkomstig zijn van cépages uit Wallis, maar op het etiket moet vermeld staan dat het hier vin de pays betreft. Als de wijn alleen uit de pinot noir of Gamay afkomstig is kan de wijn ook verkocht worden met een indicatie van de herkomst (bijvoorbeeld Gamay Romand, Pinot noir Suisse).

## Dôle blanche
De Dôle blanche ("witte Dôle") is ondanks zijn naam een roséwijn, eveneens AOC Wallis, uit dezelfde cépages maar wordt wit geperst.